# La Bastida de Sant Sernin
La Bastida de Sant Sernin (francès Labastide-Saint-Sernin) és un municipi occità del Tolosà, al Llenguadoc, situat al departament de l'Alta Garona i a la regió d'Occitània.

## Monuments

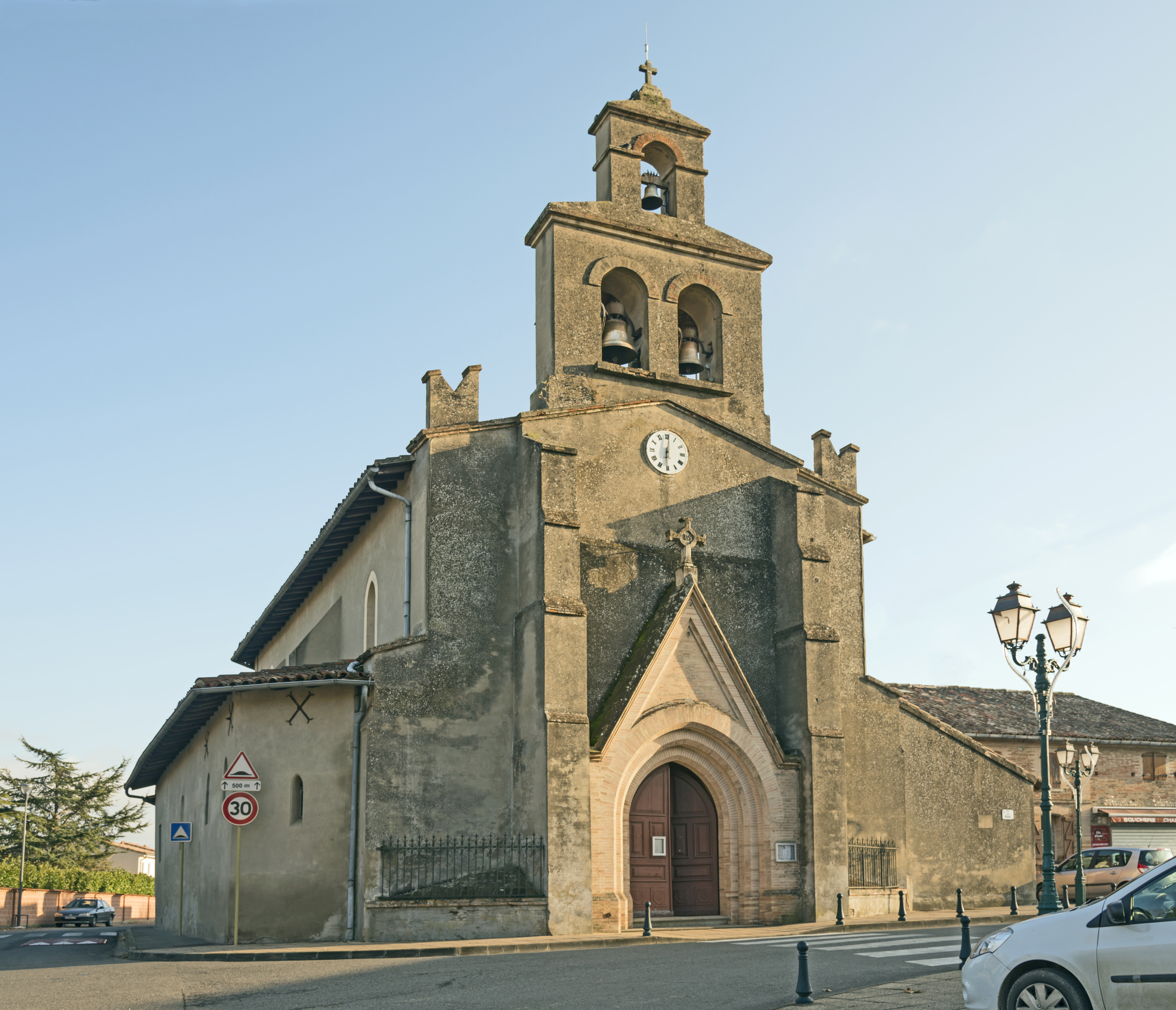
L'església.
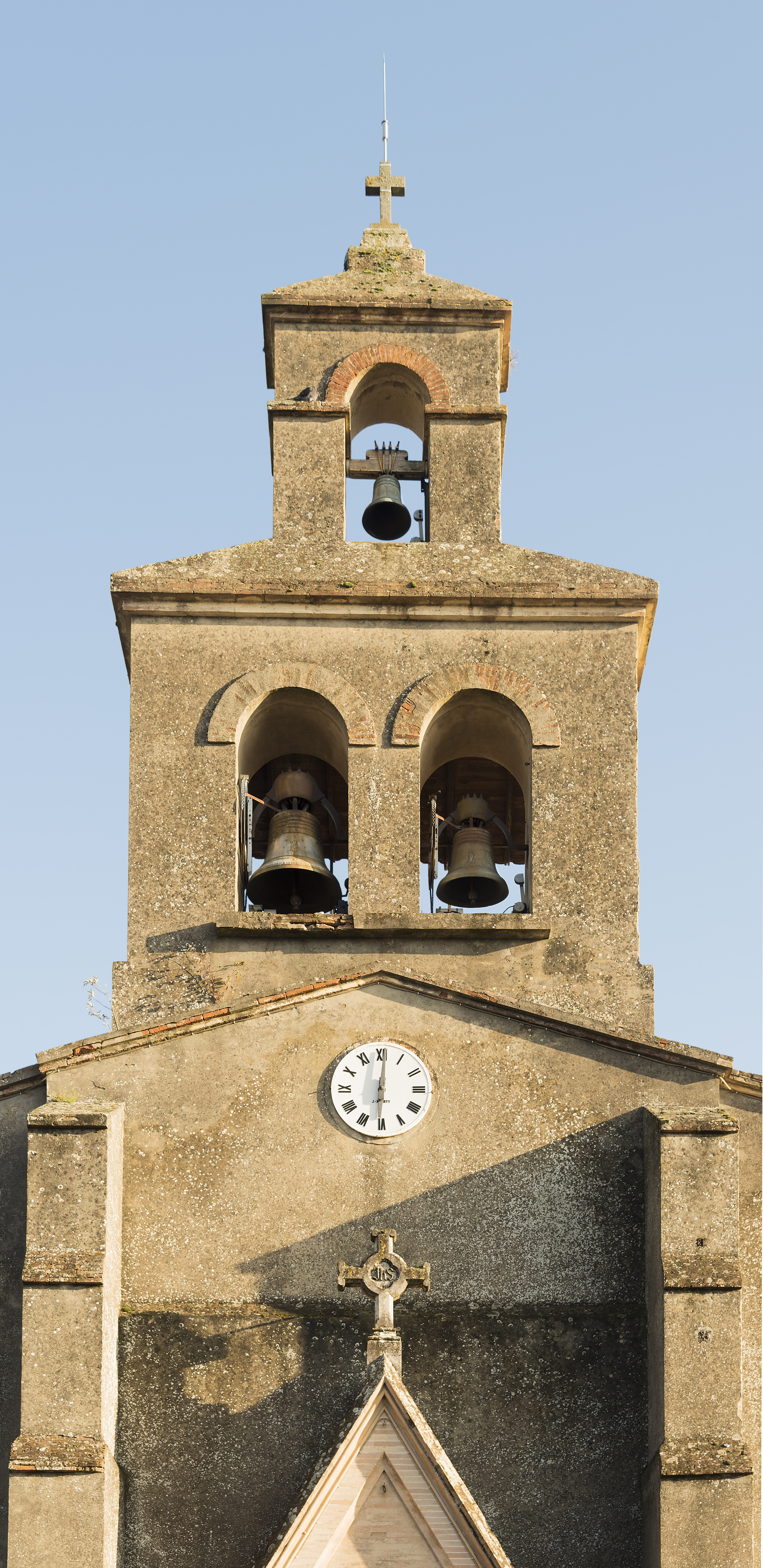
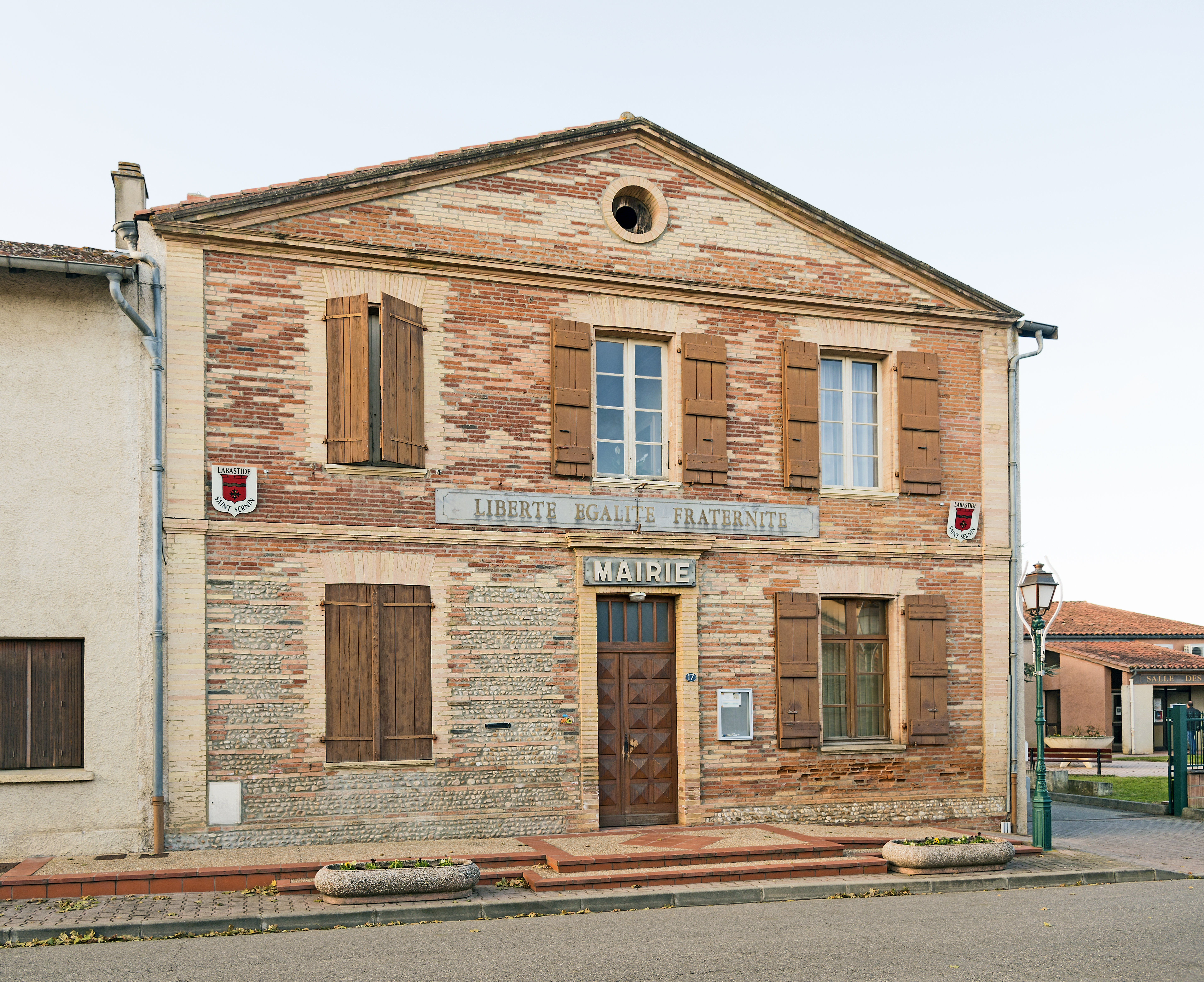
L'ajuntament.